# Comuna de Ręczno
Ręczno (polaco: Gmina Ręczno) é uma gminy (comuna) na Polónia, na voivodia de Lodz e no condado de Piotrkowski. A sede do condado é a cidade de Ręczno.
De acordo com os censos de 2004, a comuna tem 3685 habitantes, com uma densidade 41,3 hab/km².

## Área
Estende-se por uma área de 89,21 km², incluindo:
- área agricola: 56%
- área florestal: 38%

## Demografia
Dados de 30 de Junho 2004:
|                      | Total   | Total | Mulheres | Mulheres | Homens  | Homens |
| -------------------- | ------- | ----- | -------- | -------- | ------- | ------ |
|                      | pessoas | %     | pessoas  | %        | pessoas | %      |
| População            | 3685    | 100   | 1826     | 49,6     | 1859    | 50,4   |
| Densidade (pop./km²) | 41,3    | 100   | 20,5     | 20,5     | 20,8    | 20,8   |

De acordo com dados de 2002, o rendimento médio per capita ascendia a 1424,98 zł.